# Scorțaru Nou, Brăila
Scorțaru Nou este satul de reședință al comunei cu același nume din județul Brăila, Muntenia, România.